# Свобода вибору (книжка)
Свобода вибору (англ. Free to choose; 1980) — книга (ISBN 978-0-15-633460-0) та 10-серійний телесеріал економіста Мілтона і Роуз Фрідман на захист принципів вільного ринку.

## Огляд
Свобода вибору: Особиста заява стверджує, що вільний ринок працює краще для всіх членів суспільства, наводяться приклади того, як вільний ринок призводить до процвітання, і стверджує, що він може вирішувати проблеми там, де інші підходи зазнають невдачі. Опублікована в січні 1980 року, книжка містить 297 сторінок та 10 розділів.
Мілтон Фрідман отримав Нобелівську премію в економіці в 1976 році. Всупереч звичайній практиці, книга була написана після серіалу була випущена, хоча на обкладинці написано «Підстава для публічного тріумфу телепередачі», вона містить стенограми серій. Книга знаходилась протягом 5 тижнів в списку бестселерів Сполучених Штатів.
Починаючи з січня 1980 р. PBS транслював телепердачу; загальний формат полягав в тому, що доктор Фрідман відвідував й оповідав про успіхи і невдачі в історії, які д-р Фрідман приписував наявності або відсутності капіталізму (наприклад, Гонконг заслуговує високої оцінки за вільні ринки, у той час як Індія засуджується через централізоване планування особливо для захисту своєї традиційної текстильної промисловості). Після основної частини, д-р Фрідман брав участь у дискусії з низкою видатних осіб, таких, як Дональд Рамсфельд (тоді голова G.D. Searle & Company).
Серіал був повторно показаний в 1990 році, Лінда Чавес була модераторам епізодів. Арнольд Шварценеггер, Рональд Рейган, Стів Аллен та інші зробили вступні частини до кожного епізоду. Цього разу, після документального боку, Фрідман сідає з одним опонентом для обговорення питань, піднятих в епізоді.

## Підтримувані ідеї
Фрідман захищає політику невтручання, часто критикує політику втручання державної влади та їх вартість для особистої свободи і економічної ефективності в Сполучених Штатах та за кордоном. Основні напрямки критики включають державні податки на паливо і тютюнові вироби, державне регулювання системи громадських шкіл, а також Федеральної резервної системи за роль у посиленні Великої депресії шляхом скорочення грошової маси протягом декількох років до її початку. З питання про добробут, Фрідмани стверджують, що нинішня практика створює «підопічних держави», на відміну від «самостійних відповідальних осіб», а також пропонують від'ємний податок на прибуток, як менш шкідливу альтернативу. Серед інших ідей: скасування FDA, жорсткий контроль за грошовою масою з боку ФРС, а також скасування законів на користь профспілок .

## Серії передачі (1980 року)
1. Сила ринку (Анотація) (відео [Архівовано 10 грудня 2006 у Wayback Machine.])
2. Тиранія контролю (Анотація) (відео [Архівовано 10 грудня 2006 у Wayback Machine.])
3. Анатомія кризи (Анотація) (відео [Архівовано 10 грудня 2006 у Wayback Machine.])
4. Від колиски до могили (Анотація) (відео [Архівовано 10 грудня 2006 у Wayback Machine.])
5. Створені рівними (Анотація) (відео [Архівовано 10 грудня 2006 у Wayback Machine.])
6. Що сталося з нашої школи? (Анотація) (відео [Архівовано 10 грудня 2006 у Wayback Machine.])
7. Хто захищає споживача? (Анотація) (відео [Архівовано 10 грудня 2006 у Wayback Machine.])
8. Хто захищає працівника? (Анотація) (відео [Архівовано 10 грудня 2006 у Wayback Machine.])
9. Як вилікувати інфляцію (Анотація) (відео [Архівовано 10 грудня 2006 у Wayback Machine.])
10. Як зберегти свободу (Анотація) (відео [Архівовано 10 грудня 2006 у Wayback Machine.])

## Серії передачі (1990 року)
- Сила ринку — Вступ: Арнольд Шварценеггер (Анотація) (відео [Архівовано 10 грудня 2006 у Wayback Machine.])
- Тиранія контролю — Вступ: Джордж Шульц (Анотація) (відео [Архівовано 10 грудня 2006 у Wayback Machine.])
- Свобода і процвітання — Вступ: Рональд Рейган (Анотація) (відео [Архівовано 10 грудня 2006 у Wayback Machine.])
- Провал соціалізму — Вступ: Девід Фрідман (Анотація) (відео [Архівовано 10 грудня 2006 у Wayback Machine.])
- Створені рівними — Вступ: Стів Аллен (Анотація) (відео [Архівовано 10 грудня 2006 у Wayback Machine.])